# Episodi di Studio One (quinta stagione)
La quinta stagione della serie televisiva Studio One è andata in onda negli Stati Uniti dal 22 settembre 1952 al 14 settembre 1953 sulla CBS.
| nº | Titolo originale                            | Prima TV USA      |
| -- | ------------------------------------------- | ----------------- |
| 1  | The Kill                                    | 22 settembre 1952 |
| 2  | The Square Peg                              | 29 settembre 1952 |
| 3  | The Doctor's Wife                           | 6 ottobre 1952    |
| 4  | Little Man, Big World                       | 13 ottobre 1952   |
| 5  | The Great Conspiracy                        | 20 ottobre 1952   |
| 6  | The Love Letter                             | 27 ottobre 1952   |
| 7  | The Incredible Mr. Glencannon               | 10 novembre 1952  |
| 8  | Plan for Escape                             | 17 novembre 1952  |
| 9  | The Formula                                 | 24 novembre 1952  |
| 10 | I Am Jonathan Scrivener                     | 1º dicembre 1952  |
| 11 | The Hospital                                | 8 dicembre 1952   |
| 12 | The Great Lady                              | 15 dicembre 1952  |
| 13 | The Play of the Nativity of the Child Jesus | 22 dicembre 1952  |
| 14 | Young Man Adam                              | 29 dicembre 1952  |
| 15 | Black Rain                                  | 5 gennaio 1953    |
| 16 | The Trial of John Peter Zenger              | 12 gennaio 1953   |
| 17 | Signal Thirty-Two                           | 19 gennaio 1953   |
| 18 | To a Moment of Triumph                      | 26 gennaio 1953   |
| 19 | Mark of Cain                                | 2 febbraio 1953   |
| 20 | The River Garden                            | 9 febbraio 1953   |
| 21 | The Walsh Girls                             | 16 febbraio 1953  |
| 22 | The Show Piece                              | 23 febbraio 1953  |
| 23 | My Beloved Husband                          | 2 marzo 1953      |
| 24 | The Garretson Chronicle                     | 9 marzo 1953      |
| 25 | A Breath of Air                             | 16 marzo 1953     |
| 26 | The Edge of Evil                            | 23 marzo 1953     |
| 27 | At Midnight on the Thirty-first of March    | 30 marzo 1953     |
| 28 | Shadow of the Devil                         | 6 aprile 1953     |
| 29 | The Magic Lantern                           | 13 aprile 1953    |
| 30 | The Fathers                                 | 20 aprile 1953    |
| 31 | Along Came a Spider                         | 27 aprile 1953    |
| 32 | Birthright                                  | 4 maggio 1953     |
| 33 | King Coffin                                 | 11 maggio 1953    |
| 34 | The Laugh Maker                             | 18 maggio 1953    |
| 35 | Fly with the Hawk                           | 24 maggio 1953    |
| 36 | Rendezvous                                  | 1º giugno 1953    |
| 37 | Conflict                                    | 8 giugno 1953     |
| 38 | The Paris Feeling                           | 22 giugno 1953    |
| 39 | Greed                                       | 29 giugno 1953    |
| 40 | Beyond Reason                               | 6 luglio 1953     |
| 41 | End of the Honeymoon                        | 13 luglio 1953    |
| 42 | The Shadow of a Man                         | 20 luglio 1953    |
| 43 | The King in Yellow                          | 27 luglio 1953    |
| 44 | The Roman Kid                               | 3 agosto 1953     |
| 45 | Flowers from a Stranger                     | 10 agosto 1953    |
| 46 | Sentence of Death                           | 17 agosto 1953    |
| 47 | The Gathering Night                         | 24 agosto 1953    |
| 48 | Letter from Cairo                           | 31 agosto 1953    |
| 49 | Look Homeward, Hayseed                      | 4 settembre 1953  |
| 50 | The Storm                                   | 14 settembre 1953 |

## The Kill
- Diretto da:
- Scritto da:

### Trama
- Interpreti: Dick Foran (Jeff Clark), Nina Foch (Carrie Brown Huddleston), Grace Kelly (Freda Clark), Paul Langton (Marsh Huddleston), Harry Townes (Dave Walters), Don Hanmer (Al Huddleston), Carl Frank (Link), George Mitchell (Abner), Joe Maross (Nebro), Alan Devitt (Cap Manny), Frank Marth (Bubber 'Bub' Huddleston), James Coots (sceriffo), Arthur Junaluska (Billy), Lynn Loring (Carol Clark), Betty Furness (se stessa - annunciatrice sponsor), Sigrid Olsen (Little Girl in Everlast Ballpoint Pen Commercial)

## The Square Peg
- Diretto da:
- Scritto da:

### Trama
- Interpreti: Thomas Mitchell (Jack Guzzow), Orson Bean (Harvey B. Hines), Hildy Parks (Mabel Prentice), Howard Smith (Inch Ravel), Jan Leighton (Jollyboy Dufour), Sally Gracie (Millie Bohak), Sanford Seeger (Tumblers), Rock Rogers (Mr. Prestopnick), Donald Keyes (Mr. MacIntosh), Carl Bensen (poliziotto), James Rafferty (impiegato), Dennis Cross (Bellboy), William Remick (portiere), Betty Furness (se stessa - annunciatrice sponsor)

## The Doctor's Wife
- Diretto da:
- Scritto da:

### Trama
- Interpreti: John Dall, Betty Furness (se stessa - annunciatrice sponsor), June Lockhart

## Little Man, Big World
- Diretto da:
- Scritto da:

### Trama
- Interpreti: Betty Furness (se stessa - annunciatrice sponsor), Jack Palance, Shepperd Strudwick

## The Great Conspiracy
- Diretto da:
- Scritto da:

### Trama
- Interpreti: Scott Forbes, Betty Furness (se stessa - annunciatrice sponsor), Priscilla Gillette

## The Love Letter
- Diretto da:
- Scritto da:

### Trama
- Interpreti: Betty Furness (se stessa - annunciatrice sponsor), Dennis King, Richard Waring

## The Incredible Mr. Glencannon
- Diretto da:
- Scritto da:

### Trama
- Interpreti: Betty Furness (se stessa - annunciatrice sponsor), John McQuade, Rhys Williams

## Plan for Escape
- Diretto da:
- Scritto da:

### Trama
- Interpreti: Peggy Ann Garner (Honey Weber), Frank Overton (Alan Wall), Jean Carson (Mary Warren), Robert Webber (Skeets), Victor Thorley (Timashin), Anne Seymour (Mrs. Bailey), Bruce Gordon (Dave Weber), Joseph Sweeney (dottor Wall), Charles McClelland (Brakeman), Peter Gumeny (sceriffo), Paul Branson (annunciatore, voce), Betty Furness (se stessa - annunciatrice sponsor)

## The Formula
- Diretto da:
- Scritto da:

### Trama
- Interpreti: Betty Furness (se stessa - annunciatrice sponsor), Gene Lyons, Patricia Wheel

## I Am Jonathan Scrivener
- Diretto da:
- Scritto da:

### Trama
- Interpreti: John Forsythe, Betty Furness (se stessa - annunciatrice sponsor), John McQuade, Felicia Montealegre, Maria Riva, Everett Sloane

## The Hospital
- Diretto da:
- Scritto da:

### Trama
- Interpreti: Helen Auerbach (Helen Russell), Conrad Bain (dottor Caldwell), Paul Branson (annunciatore), John Connell (The Soldier), Hewley D'Abreu (dottor Sutton), Hewley d'Abreu (dottor Sutton), Rosina Fernhoff (Miss Cresswell), Betty Furness (se stessa - annunciatrice sponsor), Miriam Goldina (Lola Romera), Irene Hubbard (Charmaine Scully), Victor Jory (dottor Kane), P.J. Kelly (Joe Shavaun), Nancy Marchand (Miss Marmon), George Mathews (Jarnecke), Nan McFarland (infermiera Kapke), Biff McGuire (Riley), Leslie Nielsen (dottor Clayborn), David Opatoshu (Morris)

## The Great Lady
- Diretto da:
- Scritto da:

### Trama
- Interpreti: James Daly, Lili Darvas, Betty Furness (se stessa - annunciatrice sponsor), Rosemary Harris, Martita Hunt

## The Play of the Nativity of the Child Jesus
- Diretto da:
- Scritto da:

### Trama
- Interpreti: Robert Shaw Chorale (loro stessi (voices), Betty Furness (se stessa (annunciatrice sponsor), Lloyd Bochner (Magi), John Cannon (se stesso - Announcer, voce), Thomas Chalmers (King Herod), Hurd Hatfield (narratore), Paul Tripp (Joseph), Miriam Wolfe (The Virgin Mary)

## Young Man Adam
- Diretto da:
- Scritto da:

### Trama
- Interpreti: Cindy Carson, Audrey Christie, Elspeth Eric, Betty Furness (se stessa - annunciatrice sponsor), Alex Nicol

## Black Rain
- Diretto da:
- Scritto da:

### Trama
- Interpreti: Fay Bainter, Betty Furness (se stessa - annunciatrice sponsor), Susan Hallaran, Harry Townes

## The Trial of John Peter Zenger
- Diretto da:
- Scritto da:

### Trama
- Interpreti: Eddie Albert (John Peter Zenger), Marian Seldes (Anna Zenger), Frederick Worlock (Andrew Hamilton), Murray Matheson (James De Lancey), Douglas Wood (Rip van Dam), Jacques Aubuchon (governatore Cosby), Carl Frank (Bradley), John W. Austin (James Alexander), Leslie Barrie (William Smith), Ian Martin (Symes), Barry Ross (Samuel), Frank H. Wilson (Noah), Henry Barnard (Chambers), Justice Watson (Clerk), Emory Richardson (Peter), Dennis Cross (guardia), Harry Cooke (secondino), Paul Branson (annunciatore, voce), Betty Furness (se stessa - annunciatrice sponsor), Martin Newman (cantante ballata folk, voce)

## Signal Thirty-Two
- Diretto da:
- Scritto da:

### Trama
- Interpreti: Betty Furness (se stessa - annunciatrice sponsor), Roy Roberts

## To a Moment of Triumph
- Diretto da:
- Scritto da:

### Trama
- Interpreti: James Daly (A cartoonist), Betty Furness (se stessa - annunciatrice sponsor), Cecil Parker (A newspaper publisher), Maria Riva (Cecil)

## Mark of Cain
- Diretto da:
- Scritto da:

### Trama
- Interpreti: Mildred Dunnock, Betty Furness (se stessa - annunciatrice sponsor), Everett Sloane, Warren Stevens

## The River Garden
- Diretto da:
- Scritto da:

### Trama
- Interpreti: Patricia Collinge, Betty Furness (se stessa - annunciatrice sponsor), Richard Webb

## The Walsh Girls
- Diretto da:
- Scritto da:

### Trama
- Interpreti: Betty Furness (se stessa - annunciatrice sponsor), Mary Orr, Jane Wyatt

## The Show Piece
- Diretto da:
- Scritto da:

### Trama
- Interpreti: James Dunn, Betty Furness (se stessa - annunciatrice sponsor)

## My Beloved Husband
- Diretto da:
- Scritto da:

### Trama
- Interpreti: Betty Furness (se stessa - annunciatrice sponsor), Fletcher Markle, Mary Alice Moore, Ruth Warrick

## The Garretson Chronicle
- Diretto da:
- Scritto da:

### Trama
- Interpreti: Nana Bryant, Betty Furness (se stessa - annunciatrice sponsor), Murray Matheson, Tom Taylor, Frederick Worlock

## A Breath of Air
- Diretto da:
- Scritto da:

### Trama
- Interpreti: Betty Furness (se stessa - annunciatrice sponsor), Margaret O'Brien, Everett Sloane

## The Edge of Evil
- Diretto da:
- Scritto da:

### Trama
- Interpreti: James Daly, Sally Forrest, Betty Furness (se stessa - annunciatrice sponsor)

## At Midnight on the Thirty-first of March
- Diretto da:
- Scritto da:

### Trama
- Interpreti: Betty Furness (se stessa - annunciatrice sponsor), June Lockhart, Anthony Ross, Paul Tripp

## Shadow of the Devil
- Diretto da:
- Scritto da:

### Trama
- Interpreti: James Dunn, Betty Furness (se stessa - annunciatrice sponsor), Mercedes McCambridge, Lin McCarthy

## The Magic Lantern
- Diretto da:
- Scritto da:

### Trama
- Interpreti: Nils Asther, James Dunn, Betty Furness (se stessa - annunciatrice sponsor), Leatrice Joy, Dorothy Mackaill, Carmel Myers, Rex O'Malley

## The Fathers
- Diretto da:
- Scritto da:

### Trama
- Interpreti: Betty Furness (se stessa - annunciatrice sponsor), Nancy Kelly, Shepperd Strudwick

## Along Came a Spider
- Diretto da:
- Scritto da:

### Trama
- Interpreti: James Daly, Betty Furness (se stessa - annunciatrice sponsor), Felicia Montealegre

## Birthright
- Diretto da:
- Scritto da:

### Trama
- Interpreti: Patricia Benoit, Jackie Cooper, Betty Furness (se stessa - annunciatrice sponsor), Everett Sloane, Estelle Winwood

## King Coffin
- Diretto da:
- Scritto da:

### Trama
- Interpreti: Ruth Ford, Betty Furness (se stessa - annunciatrice sponsor), Zachary Scott

## The Laugh Maker
- Diretto da:
- Scritto da:

### Trama
- Interpreti: Jackie Gleason (Jerry Giles), Art Carney (Bill Berkson), Rita Morley (Peggy Trent), Marian Seldes (Belle Giles), Sally Gracie (Flo Stevens), Carl Frank (Tom Warner), Marie Stacy (Hatcheck Girl), Justice Watson (Headwaiter), Victor Rendina (Harry Gold), Joseph Roman (Floor Manager), Bill Clifton (suonatore piano), Charles Reynolds (Director), Jerry Hackady (Electrician), Robert Claborne (Writer), Tom Gorman (primo Man), Joe Graham (secondo Man), Mischa Auer (Cosmo), Betty Furness (se stessa - annunciatrice sponsor)

## Fly with the Hawk
- Diretto da:
- Scritto da:

### Trama
- Interpreti: James Daly, Betty Furness (se stessa - annunciatrice sponsor), Mercedes McCambridge

## Rendezvous
- Diretto da:
- Scritto da:

### Trama
- Interpreti: Betty Furness (se stessa - annunciatrice sponsor), Lorne Greene, Lin McCarthy, Jarmila Novotná

## Conflict
- Diretto da:
- Scritto da:

### Trama
- Interpreti: John Forsythe, Betty Furness (se stessa - annunciatrice sponsor), Sally Gracie, Nancy Kelly, Biff McGuire, Scott McKay

## The Paris Feeling
- Diretto da:
- Scritto da:

### Trama
- Interpreti: Mischa Auer, Betty Furness (se stessa - annunciatrice sponsor), Vinton Hayworth, Boris Marshalov, Bruce Marshalov, Odette Myrtil, Susan Douglas Rubes, Lilia Skala, Marshall Thompson

## Greed
- Diretto da:
- Scritto da:

### Trama
- Interpreti: Diana Douglas, Betty Furness (se stessa - annunciatrice sponsor), Hurd Hatfield, Donald McKee

## Beyond Reason
- Diretto da:
- Scritto da:

### Trama
- Interpreti: Anne Burr, Thomas Coley, Anthony Dawson, Betty Furness (se stessa - annunciatrice sponsor), Addison Richards, Elizabeth Ross, G. Albert Smith, Patricia Wheel

## End of the Honeymoon
- Diretto da:
- Scritto da:

### Trama
- Interpreti: Betty Furness (se stessa - annunciatrice sponsor), John Kerr, Eva Marie Saint, David Stewart, Zolya Talma, Ruth Warrick

## The Shadow of a Man
- Diretto da:
- Scritto da:

### Trama
- Interpreti: Claude Dauphin, Douglas Dick, Betty Furness (se stessa - annunciatrice sponsor), June Graham, Georgann Johnson, Mel Ruick, Lydia St. Clair

## The King in Yellow
- Diretto da:
- Scritto da:

### Trama
- Interpreti: Constance Ford, Betty Furness (se stessa - annunciatrice sponsor), Kevin McCarthy, Charles Nolte

## The Roman Kid
- Diretto da:
- Scritto da:

### Trama
- Interpreti: Betty Furness (se stessa - annunciatrice sponsor), Joe Maross, Santos Ortega, Victor Varconi, Mike Wallace, Patricia Wheel

## Flowers from a Stranger
- Diretto da:
- Scritto da:

### Trama
- Interpreti: Bea Arthur, Katharine Balfour, Betty Furness (se stessa - annunciatrice sponsor), Richard Kiley, Everett Sloane

## Sentence of Death
- Diretto da:
- Scritto da:

### Trama
- Interpreti: Gene Lyons (sergente Paul Cochran), Betsy Palmer (Ellen Morrison), Ralph Dunn (MacReynolds), James Dean (Joe Palica), Virginia Vincent (Mrs. Sawyer), Tony Bickley (Tommy), Fred J. Scollay (Harry Sawyer), Henry Sharp (Mr. Eugene Krantz), Eda Heinemann (Mrs. Krantz), Charles Mendick (Lugash), Barney Biro (The Man), Betty Furness (se stessa - annunciatrice sponsor), June Graham (se stessa)

## The Gathering Night
- Diretto da:
- Scritto da:

### Trama
- Interpreti: Melville Cooper, Betty Furness (se stessa - annunciatrice sponsor), Martyn Green, Margaret Phillips, Christopher Plummer, Gaby Rodgers

## Letter from Cairo
- Diretto da:
- Scritto da:

### Trama
- Interpreti: Herbert Berghof, Lilyan Chauvin, Betty Furness (se stessa - annunciatrice sponsor), Peter Hobbs

## Look Homeward, Hayseed
- Diretto da:
- Scritto da:

### Trama
- Interpreti: Charles Dingle, Betty Furness (se stessa - annunciatrice sponsor), Margaret Hamilton, Russell Nype, Betsy Palmer

## The Storm
- Diretto da:
- Scritto da:

### Trama
- Interpreti: Martin E. Brooks, Betty Furness (se stessa - annunciatrice sponsor), Laurence Hugo, Georgann Johnson